# ディーパク級補給艦 (2代目)
ディーパク級補給艦（英語: Deepak-class replenishment oilers）はインド海軍の補給艦の艦級。イタリアのフィンカンティエリにて2隻され、1番艦は2010年に、2番艦も2011年には就役。

## 概要
2008年10月、インド海軍による補給艦建造の発注に対し、インド海軍への艦艇納入実績があるロシアや韓国を含む主要な造船国による国際的な入札の結果、フィンカンティエリが落札したと報じられた。2009年3月に締結された1.39億ユーロに及ぶ契約には2番艦建造がオプションとして含まれていた。
最新のマルポール条約に適用し、積載燃料の流出に備える為、船体は二重底構造となっている。艦首には顕著なバルバス・バウとバウスラスターを装備する。補給ステーションを両舷に2ヶ所ずつ設定しているほか、艦尾にも、縦曳き給油用の給油ステーション2ヶ所が設定されている。なお船尾船楼甲板はヘリコプター甲板となっており、上部構造物後端部に設けられたハンガーには10トン級ヘリコプター1機を収容できる。
インドの統制監査役長官(CAG)が、建造に際し品質が劣る鋼材が使用された件に関し調査を行ったと報じられた。

## 同型艦
| #    | 艦名                  | 進水            | 就役           |
| ---- | --------------------- | --------------- | -------------- |
| A 50 | ディーパク INS Deepak | 2010年 2月12日  | 2011年 1月21日 |
| A 57 | シャクティ INS Shakti | 2010年 10月11日 | 2011年 10月1日 |